# دانشگاه فناوری کوئینزلند
دانشگاه فناوری کوئینزلند (در انگلیسی: Queensland University of Technology) که به اختصار QUT نامیده می‌شود، یک دانشگاه دولتی است که در شهر بریزبن، مرکز ایالت کوئینزلند در کشور استرالیا قرار دارد. این دانشگاه دارای ۳ پردیس Gardens Point، Kelvin Grove و Caboolture در نقاط مختلف شهر بریزبن است.
این دانشگاه دارای ۳۵۰۰۰ دانشجو در مقطع کارشناسی و ۵۰۰۰ دانشجو در مقاطع مختلف تحصیلات تکمیلی است که۶۰۰۰ نفر از این تعداد را دانشجویان بین‌المللی تشکیل می‌دهند. تعداد کارکنان این دانشگاه بیش از ۴۰۰۰ نفر و بودجه سالانه آن بالغ بر ۷۵۰ میلیون دلار استرالیاست و در رشته‌های علوم پایه و مهندسی، تجارت، حقوق، آموزش و پرورش، علوم بهداشت و هنر دانشجو می‌پذیرد.